# Evoluční závody ve zbrojení
V evoluční biologii znamenají evoluční závody ve zbrojení kompetici mezi geny dvou různých druhů, například dvou konkurenčních větví nebo parazita a hostitele (Vermeij 1987), výjimečně je pojem užíván i pro kompetici mezi jednotlivými příslušníky stejného druhu (Dawkins & Krebs, 1979). Tento efekt často spustí řetězovou reakci a selekční tlak na jednotlivé aktéry je čím dál tím vyšší. Jedním ze známých příkladů je konflikt pohlaví, známý jako Fisherian runaway. Přídatnými efekty evolučních závodů ve zbrojení je i například efekt červené královny, princip večeře, nebo život nebo efekt vzácného nepřítele.
Evoluční závody ve zbrojení můžeme rozdělit podle pole působení na mezidruhové a vnitrodruhové nebo podle zapojených aktérů na symetrické (například kompetice mezi dvěma druhy, kde působí stejný selekční tlak na obě strany) a asymetrické (kde podle principu večeře, nebo život působí větší tlak na hostitele, případně kořist).
Evoluční závody ve zbrojení tlačí druh k novým adaptacím nebo novým strategiím a jsou často důvodem, proč se druh vyvíjí. Příkladným znakem, vyvinutým evolučními závody ve zbrojení je výška stromů, která by mohla být i mnohem nižší, nicméně v rámci boje o přežití mezi stromy probíhá vzájemná kompetice vybírající nejvyšší jedince, kteří dosáhnou do míst, kde je dostatek světla na fotosyntézu.